# Starszy generał
Starszy generał (ang. senior general, birm.: သီနာပတိကြီး) – najwyższy, marszałkowski stopień wojskowy w Siłach Zbrojnych Mjanmy (Tatmadaw). Niższym jest wice-starszy generał, odpowiednik wicemarszałka.
Polskim odpowiednikiem jest marszałek Polski.

## Historia
Stopień starszego generała został wprowadzony w Mjanmie w 1990 roku podczas reformy wojskowej, której celem było zacieśnienie kontroli wojska nad państwem po powstaniach prodemokratycznych w 1988 roku. Funkcja ta była kluczowa w strukturze władzy wojskowej, gdyż starszy generał pełnił jednocześnie rolę naczelnego dowódcy Tatmadaw, a także przewodniczącego Rady Państwowego Pokoju i Rozwoju, stanowiącą de facto organ rządzący krajem do 2011 roku.

## Znaczenie
Starszy generał odgrywał kluczową rolę w polityce Mjanmy, będąc zarówno najwyższym dowódcą sił zbrojnych, jak i jedną z najważniejszych postaci w państwie. Najbardziej znanym starszym generałem był Than Shwe, który pełnił tę funkcję od 1992 do 2011 roku. Pod jego rządami, Tatmadaw umocniło swoją pozycję w strukturach władzy, a sam Than Shwe był uważany za faktycznego przywódcę kraju.

## Insygnia
Insygnia starszego generała to cztery gwiazdy noszone na naramiennikach oraz złote pasy na mankietach munduru. Stopień ten jest wizualnie podobny do insygniów generała armii w Stanach Zjednoczonych, jednak z dodatkowymi elementami dekoracyjnymi nawiązującymi do tradycji birmańskich.
Starszy generał ma możliwość noszenia dowolnego munduru związanego z Tatmadaw, co symbolizuje jego najwyższą pozycję w hierarchii wojskowej. Może to być mundur polowy, garnizonowy, czy też galowy, w zależności od okazji i sytuacji.

## Starsi generałowie
| Imię i nazwisko | Zdjęcie | Lata życia | Czas urzędowania | Źródło |
| --------------- | ------- | ---------- | ---------------- | ------ |
| Saw Maung       |         | 1928–1997  | 1990–1992        | [ 2 ]  |
| Than Shwe       |         | 1933–      | 1992–2011        | [ 1 ]  |
| Min Aung Hlaing |         | 1956–      | 2011–            | [ 4 ]  |